# 関・加治田合戦
関・加治田合戦（せき・かじたかっせん）は、1565年（永禄8年）8月から9月に長井道利・肥田忠政と斎藤龍興勢援軍（斎藤勢）、斎藤利治勢援軍（織田勢）・佐藤忠能・佐藤忠康・加治田衆との間で行われた合戦である。

## 合戦に至る経緯
永禄8年8月28日（1565年9月22日）に行われた堂洞合戦後、織田信長は加治田の佐藤忠能屋敷に一泊し、翌8月29日に加治田城下で討ち取った岸方の首実検を行った。それから犬山へ帰還途中、関城から長井道利が、井ノ口（岐阜）からの斎藤龍興援軍と合わせて3,000人余りで信長軍に襲い掛かった。信長の手兵は800ばかりで合戦は無理だったので、ひろ野に退いて体制を整え、かかるように見せかけておいて鵜沼へ退却した。道利が加治田に攻め寄せる様子だったので、信長は急遽、斎藤利治を主将として援軍5百を派遣した。

## 合戦内容

### 加治田城攻城戦
加治田方は、弓・鉄砲の者1,000人を二手にわけ、加治田城西大手口絹丸は斎藤利治と佐藤忠能嫡子忠康の両大将で固め、裏の東北は忠能が守備した。
長井勢は一丸となって、絹丸の捨堀（現在の絹丸橋の北方）に押し寄せた。ここで戦闘になる中、忠康は馬に乗って指揮をとっていたが、敵の矢をうけ討死し、加治田方の旗色が悪くなった。その時、加治田勢より、湯浅讃岐が名乗りを挙げ、槍を奮って長井勢に駆け入り突き崩して、肥田瀬の川端（津保川）まで追いつめて加治田方を勝利に導いた。戦の後、斎藤利治は戦功を賞して自分の名（新五）の一字を与え、湯浅新六と名乗らせ、賞として刀を与えた。
東からは、杉洞峠を越えて肥田忠政が押し寄せた。佐藤忠能と川浦川辺りで戦闘となる。関軍が戦に負け引退くと、佐藤忠能が自ら真っ先に進みで、4、5度戦い、肥田勢いを川浦川天然の堀にて追い返し、加治田城東北からも勝利する。（この合戦で南北山城軍記では、肥田忠政が討死したと記載があるが影武者の可能性が高いと考えられる。）

### 関城攻城戦
斎藤利治は加治田城で人馬を休め、この際関城を一挙に占領しないと後々まで美濃攻略のさまたげになるからと、信長に援軍の派遣を要請した。信長はその意見を受け入れ、急遽援軍を派遣した。
9月に入ると関城の攻略が開始され、利治は加治田勢を率いて東から、信長からの援軍は南と西から攻撃した。長井道利は関城の周りに築城した砦と策謀・謀略により防いでいたが、斎藤龍興援軍が間に合わず、ついに抗しきれず、関城を退去した。
道利が徹底抗戦しなかったのは、関城の堅固さが篭城には不充分だったこと、関に羽淵吉正（意休）などの信長への内通者がいたことが考えられている。

## 合戦後
- 関城は廃城となり、兼山城主となった森可成の支配下に入った。斎藤道三の近親で信長義弟である斎藤利治が信長の命によって美濃国有力国人衆である佐藤忠能の養子（妻・正室院）となり、美濃斎藤家跡取りとして美濃国要所である加治田城城主を継いだ。又、佐藤忠能家臣団である加治田衆も斎藤利治の家臣団（親衛隊）となり、美濃佐藤氏も利治の親族・与力となる[5]。二代目加治田城城主となった後、兄である斎藤利堯を留守居に要請した。

## 書籍
- 『南北山城軍記』
- 渡辺浩行『夕雲の城―織田信長の東美濃攻略歴史ＰＲマンガ―』富加町教育委員会